# Lepidostoma grande
Lepidostoma grande is een schietmot uit de familie Lepidostomatidae. De soort komt voor in het Oriëntaals gebied.